# Théodore Mouzalon
Théodore Mouzalon (en grec Θεόδωρος Μουζάλων) est un homme d'État byzantin du XIIIe siècle, mort en 1294.

## Biographie
Il était probablement le fils du prôtovestiarios Georges Mouzalon et de Théodora Cantacuzène, nièce de l'empereur Michel VIII Paléologue. Après l'assassinat de son père (25 août 1258), il fut recueilli par Michel Paléologue, qui lui fit épouser une fille (non précisément identifiée) de la famille Cantacuzène et le nomma logothète général. Mais il prit parti contre l'union des Églises grecque et latine décidée au concile de Lyon en 1274, ce qui irrita profondément l'empereur, qui ordonna qu'il fût fustigé de la main de son propre frère Léon, introducteur à la cour (epi tôn eisagôgôn).
Dès l'avènement d'Andronic II (11 décembre 1282), il devint le principal collaborateur de cet empereur, avec le titre de « Grand Logothète ». Il prit part à la destitution du patriarche Jean Vekkos, soutien de l'union des Églises. Il porta aussi, comme son père probable, le titre de prôtovestiarios, car c'est comme tel qu'il se rendit vers 1290 à la forteresse de Saint-Grégoire, où était détenu le patriarche déchu, pour lui remettre un secours. Véritable premier ministre pendant ces années (paradunasteuôn), il fut autorisé à porter un couvre-chef presque semblable à celui des princes du sang. Vers 1292, gravement malade, il se fit décharger de ses responsabilités et recommanda Nicéphore Choumnos pour le remplacer. Il se fit moine avant de mourir, et fut inhumé à Nicée, dans le couvent de Tornikios.
C'était un homme très instruit et il a laissé des écrits (dont un traité contre l'enseignement de Nicéphore Blemmydès sur la procession du Saint-Esprit), et quelques lettres. Sa fille Eudokia, d'abord fiancée à Théodore Paléologue, le propre frère de l'empereur, épousa finalement (22 mai 1295) son fils Constantin.